# Xã Whiskey Run, Quận Crawford, Indiana
Xã Whiskey Run (tiếng Anh: Whiskey Run Township) là một xã thuộc quận Crawford, tiểu bang Indiana, Hoa Kỳ. Năm 2010, dân số của xã này là 1.911 người.